# The Gondoliers

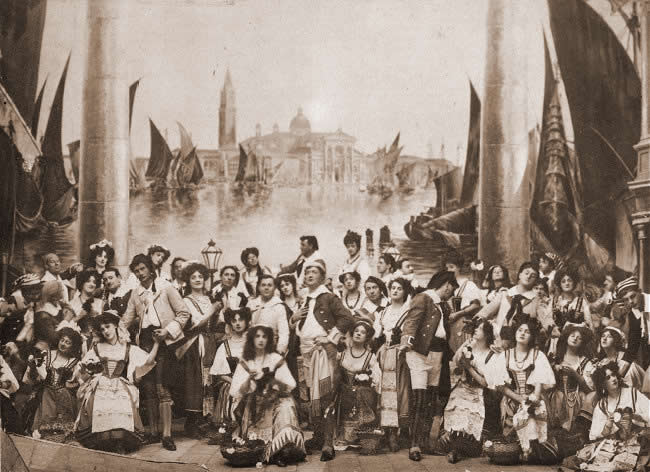
Bild från Akt I av The Gondoliers i D'Oyly Cartes uppsättning på Savoy Theatre 1907

The Gondoliers; or, The King of Barataria är en Savoy opera (komisk operett) med musik av Arthur Sullivan och libretto av W. S. Gilbert. Den hade premiär på Savoy Theatre den 7 december 1889 och spelades framgångsrikt 554 gånger (på den tiden det femte längst spelade musikteaterverket i historien) tills den lades ned den 30 juni 1891. Verket var det tolfte av fjorton samarbeten mellan Gilbert och Sullivan.
Handlingen rör sig kring den unga bruden till tronarvingen i det fiktiva kungadömet Barataria. Hon anländer till Venedig för att förenas med sin make. Det visar sig emellertid att han inte kan identifieras, då han som nyfödd blev uppfostrad av en berusad gondoljär som förväxlade prinsen med sin egen son. Till råga på allt har kungen av Barataria just blivit dödad. De två gondoljärerna måst nu gemensamt styra riket tills prinsens sköterska anländer och kan avgöra vilken av dem som är den rättmätige kungen. När den unga drottningen anländer upptäcker hon att de två gondoljärerna nyligen har gift sig med två vanliga flickor. För att ytterligare komplicera det hela så är drottningen i sin tur förälskad i en helt annan man.
The Gondoliers blev Gilberts och Sullivans sista stora succé. I verket återupptar Gilbert metoden med att göra satir av klasskillnader såsom i många av hans tidigare libretton. Texten speglar också Gilberts fascination för "Joint Stock Companies Act 1844", (lagen som tillät bildandet av aktiebolag utan inblandning från parlamentet) vilket skulle spela en stor roll i handlingen till deras nästa operett Utopia Limited. Genom att förlägga handlingen långt bort från England kunde Gilbert utöva stark kritik mot överhögheten och monarkin.

## Bakgrund

### Upprinnelsen
The Gondoliers föregicks av det mest seriösa verket i samarbetet mellan Gilbert och Sullivan: The Yeomen of the Guard. Den 9 januari 1889, tre månader in i operettens fjorton månaders speltid, informerade Sullivan sin librettist att han "ville göra något dramatiskt verk på en större musikalisk skala", att han "önskade bli fri från den starkt markerade rytmen, och rimmade kupletter, och få ord som hade en chans att utveckla musikaliska effekter." Gilbert ansåg att samarbetet skulle fortsätta som vanligt:
Jag har noga tänkt igenom ditt brev och medan jag fullständigt förstår och sympatiserar med din önskan att skriva det som jag antar att vi kan kalla 'grand opera', så tror jag inte att det skulle lyckas vare sig på Savoy eller på Cartes nya teater... För övrigt, för att bli helt egoistisk, skulle en sådan opera inte ge mig någon möjlighet att göra det som jag är bäst på — librettisten till en grand opera blir alltid överskuggad av kompositören. Vem som helst — Hersee, Farnie, Reece — kan skriva ett bra libretto till det; personligen skulle jag gå vilse i det. Återigen, framgången med Yeoman  [sic] — vilket är ett steg i riktningen mot seriös opera — har inte varit övertygande att motivera oss att tro att publiken önskar något mer allvarligt.

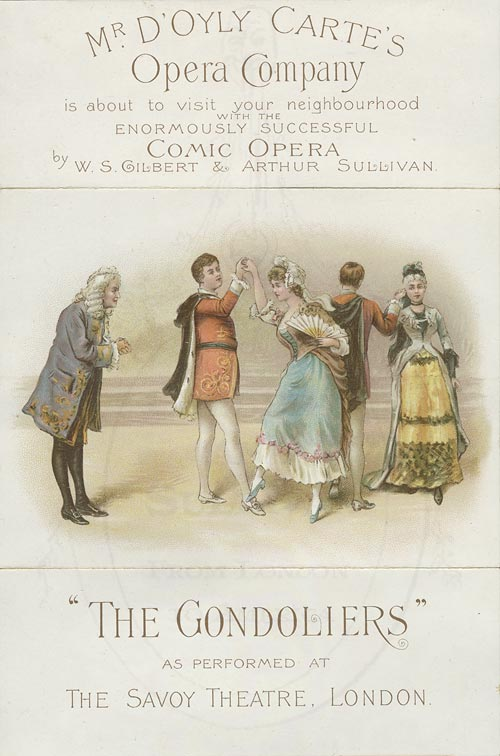
Gavottscenen: annons från 1890 för ett turnésällskap

Den 12 mars svarade Sullivan: "Jag har tappat lusten för komisk opera och hyser starka tvivel på min förmåga för det.... Du säger att i seriös opera måste du mer eller mindre offra dig själv. Jag säger att det är precis vad jag har gjort i alla våra projekt, och vad mera, måste fortsätta med i komiska operor för att få dem framgångsrika."
En bitter brevväxling följde de närmaste veckorna där Sullivan la fram nya krav på samarbetet och Gilbert insisterade på att han alltid hade lagt sig platt för kompositörens musikaliska krav. Gilbert försökte uppmuntra sin kollega:
Du säger att våra operor är Gilberts stycken med musik av dig... Jag säger att när du avsiktligt hävdar att under 12 år varit ojämförligt den störste engelska musikern av idag — en man vars genialitet är ett tänkespråk varhelst engelska talas — en man som kan göra affärer en prince med operachefer, sångare, musikförläggare och musiksällskap — när du, som innehar denna ojämförliga position, avsiktligt konstaterar att du har lidit i det tysta och utan att klaga under 12 år för att ha blivit utplånad, ignorerad, åsidosatt, avsnoppad och ställd i skuggan av din librettist, så tänker du smärtsamt, inte på honom, men på dig själv och den ädla konst som du är en mästare i.
Gilbert erbjöd en kompromiss som Sullivan slutligen godtog — att kompositören skulle skriva en lätt opera för Savoy och en grand opera (Ivanhoe) för en ny teater som Carte var i färd med att bygga för just det tillfället. Sullivans accepterande kom med förbihållet att "vi är eniga om ämnet." Gilbert föreslog en opera byggd på ett teatersällskap, vilket Sullivan förkastade (även om en version av det skulle komma att återuppstå 1896 i The Grand Duke), men han accepterade en idé "om Venedig och venetianskt liv, och det tycks mig ha goda grunder för starka färger och intagande musik. Kan du inte utveckla detta ihop med något som vi båda kunde gå in i med värme och entusiasm och ge mig ett ämne (som The Mikado och Patience) vi båda kunde vara intresserade av...?"

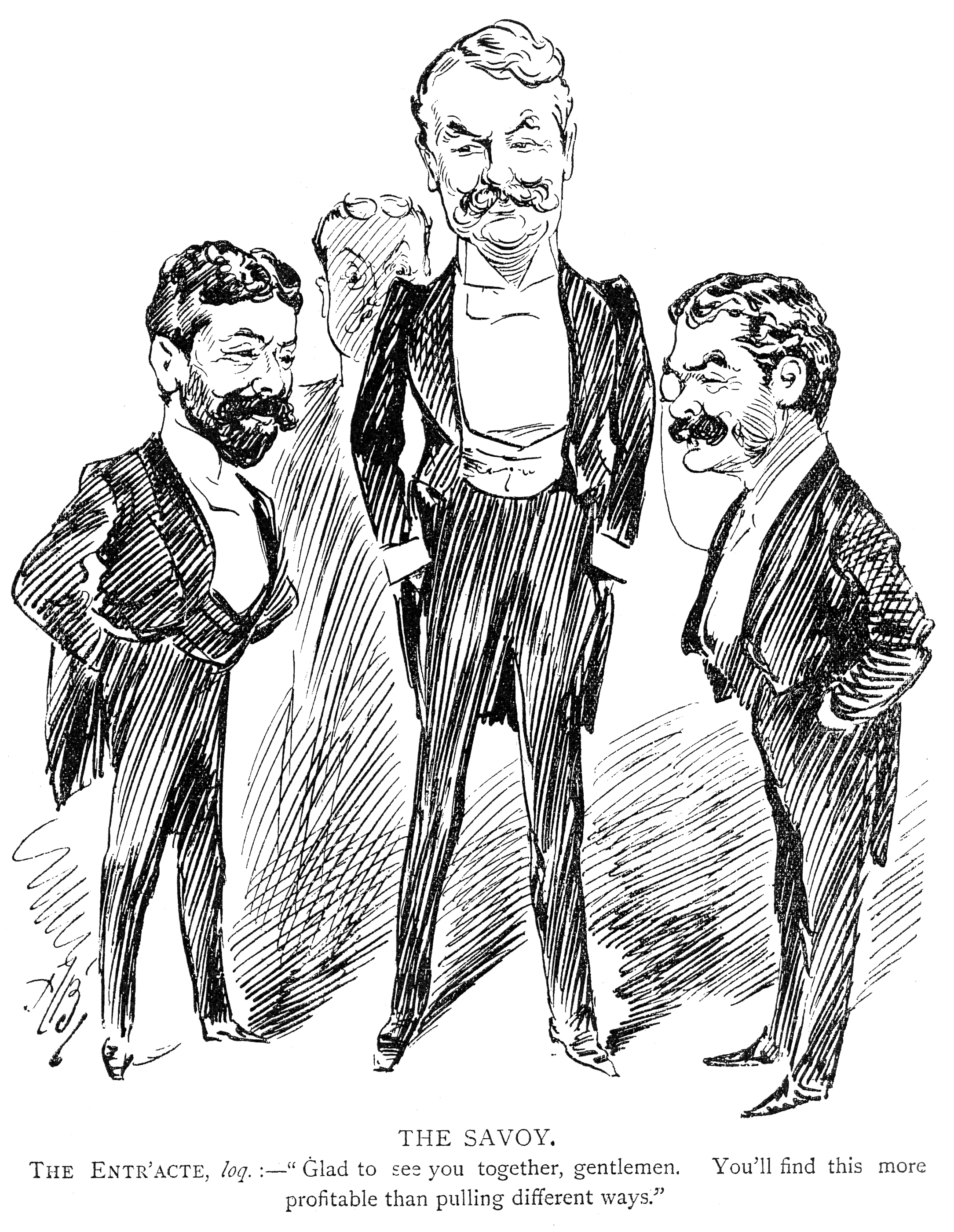
Entr'acte uttrycker sin glädje över att Gilbert och Sullivan är återförenade.

Gilbert satte igång med det nya librettot i början av sommaren 1889 och vid midsommar hade Sullivan börjat komponera akt I. Gilbert försåg Sullivan med alternativa texter till många passager och överlät åt kompositören att välja de han föredrog. Det långa inledningsnumret (över femton minuter av oavbruten musik) var librettistens idé och det gav Sullivan möjligheten att etablera känslan i verket genom musik. Kostymerna var designade av Percy Anderson och dekoren av Hawes Craven, med koreografi av Willie Warde.
De arbetade hela sommaren och hösten fram till den framgångsrika premiären den 7 december 1889. Pressen var nästan utesluten positiv och operetten åtnjöt en längre speltid än några av deras tidigare verk, med undantag för H.M.S. Pinafore, Patience och The Mikado. Sullivans gamle medarbetare i Cox and Box (och redaktören för tidskriften Punch), F. C. Burnand skrev: "Magnificento! ... Jag avundas dig och W.S.G. som lyckats iscensätta ett stycke som detta på det sättet."

### Reaktion från press och publik
Leslie Baily skrev: "Librettots bubblande champagne-kvalitet tog fram det bästa hos Sullivan och den italienska miljön frammanade ett varmt, sydländskt svar från hans egna anor. Graphic (14 december 1889) påpekade att musiken inte endast innehöll en engelsk ton men att 'kompositören har lånat gavotten från Frankrike, cachucha från Andalusien, saltarello och tarantella från Italien,  barcaroll från Venedig'."
Angående Gilberts insats rapporterade  Illustrated London News: "Mr. W. S. Gilbert har återvänt till den forne Gilbert och alla gläds. Han är sig själv igen. Gilbert från The Bab Ballads, Gilbert med sin nyckfulla fåfänga, harmlösa cynism, milda satir och lekfulla paradox; samme Gilbert som uppfann sin egen skola där han var både lärare och elev, som aldrig har lärt någon annan än sig själv och som aldrig någonsin kommer få någon efterapare; det är den Gilbert som publiken vill se och det är den Gilbert som på lördagskvällen hyllades tills publiken inte orkade längre."
En föreställning gavs genom kunglig befallning på Windsor Castle den 6 mars 1891 för drottning Victoria och den kungliga familjen, vilket var första gången ett verk av Gilbert och Sullivan hedrades så och den första gången en teaterföreställning ägde rum på slottet sedan prins Alberts död 30 år tidigare.

### Grälet om mattan

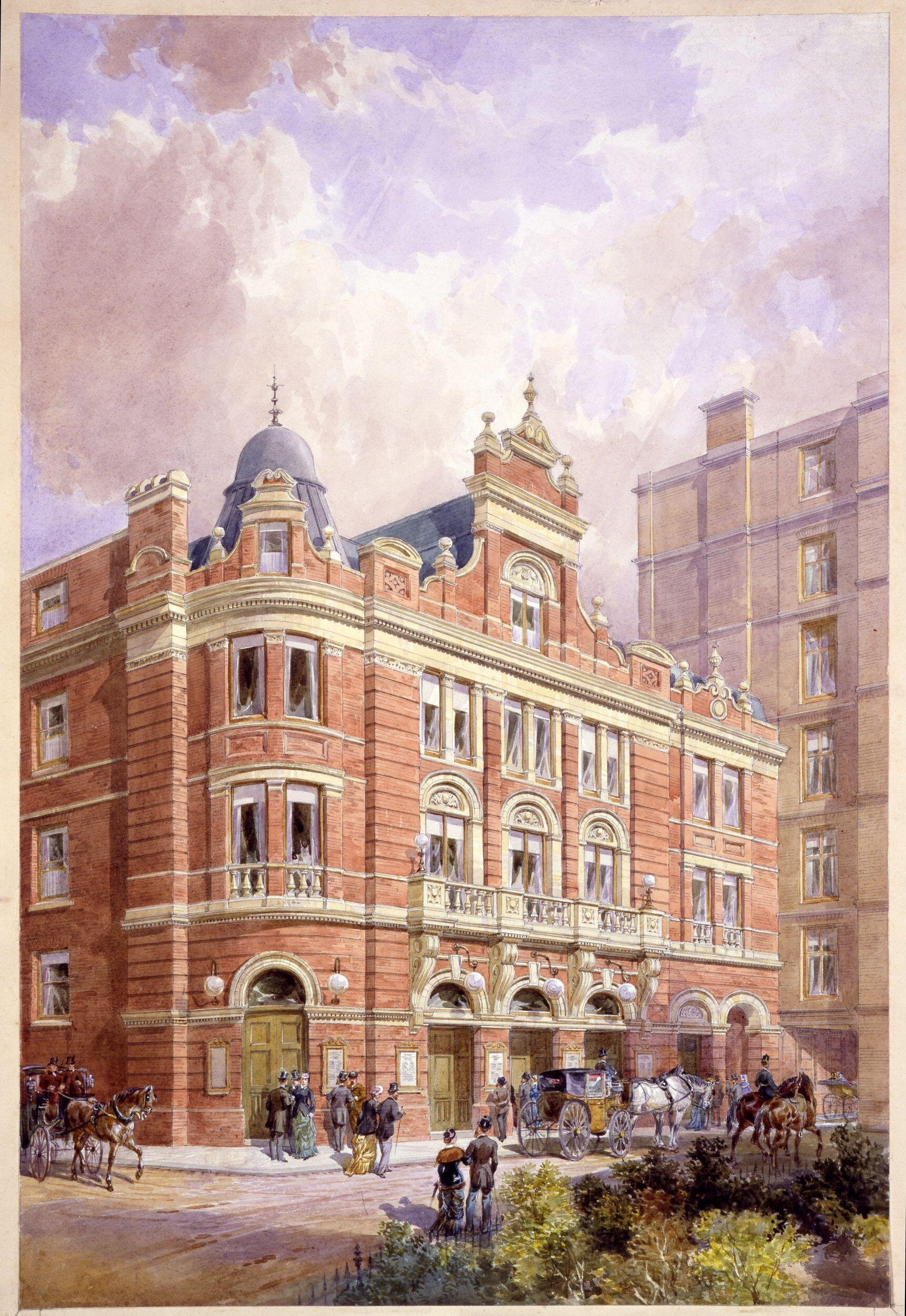
Savoy Theatre, 1881

Med undantag för deras första operett producerade Richard D'Oyly Carte alla Gilbert och Sullivans verk och hade specifikt byggt Savoy Theatre för deras shower. Men på 1880-talet hade förhållandet mellan Gilbert, Sulllivan och Carte flera gånger blivit ansträngt.
I april 1890, under spelningen av The Gondoliers, upptäckte Gilbert att underhållskostnader för teatern, inklusive en ny matta för £500 till teaterns huvudlobby, hade ålagts deras gemensamma samarbete istället för till Carte själv. Gilbert konfronterade Carte, men producenten vägrade tänka genom förslaget. Gilbert stormade ut och skrev till Sullivan: "Jag lämnade honom med kommentaren att det var ett misstag att såga av den gren han satt på". Helen D'Oyly Carte skrev att Gilbert hade tilltalat Carte "på ett sätt som jag inte tror att du hade använt till att förolämpa en tjänare." Forskaren Andrew Crowther har förklarat:
Mattan var endast en av flera saker, och den verkliga orsaken var inte sakernas kostnader, utan snarare om Carte kunde anförtros att ha hand om de ekonomiska turerna med Gilbert och Sullivan. Gilbert hävdade att Carte som minst hade begått en serie av misstag i räkenskaperna och som värst medvetet försökt att svindla de andra. Det är inte att reda ut vad som gjordes rätt eller fel efter så lång tid, men det verkar klart att något var fel med räkenskaperna vid den tiden. Gilbert skrev till Sullivan den 28 maj 1891, ett år efter "Grälet", att Carte hade medgivit "ett omedvetet överdrag på nästan £1,000 enkom när det gällde det elektriska lyset."
Saker och ting försämrades; Gilbert förlorade tålamodet med sina kompanjoner och stämde Carte. Sullivan stöttade Carte genom att utfärda en affidavit där han felaktigt påstod att det hade förekommit mindre kostnader i en kontrovers Gilbert hade haft 1884 med Lillian Russell när i själva verket de kostnader redan hade betalats. När Gilbert upptäckte detta bad han att affidaviten skulle dras tillbaka, men Sullivan vägrade. Gilbert kände sig förrådd. Sullivan ansåg att Gilbert ifrågasatte hans goda tro, och Sullivan hade andra skäl att förbli hos Carte: Carte var i färd med att bygga en ny teater, Royal English Opera House (numera Palace Theatre), för att iscensätta Sullivans enda grand opera, Ivanhoe. Efter att The Gondoliers lades ner 1891 drog Gilbert tillbaka rättigheterna till sina libretton och svor att aldrig mer skriva någon operett till Savoy.
Gilberts aggressiva, men lyckade, stämning hade förargat Sullivan och Carte. Men samarbetet dem emellan hade varit så inkomstbringande att Carte så småningom försökte återförena författaren och kompositören. Efter många misslyckade försök av Carte och hans hustru förenades Gilbert och Sullivan genom ansträngningar av deras musikförläggare Tom Chappell. 1893 satte de upp sitt näst sista samarbete, Utopia Limited, men The Gondoliers skulle visa sig bli Gilbert och Sullivans sista stora framgång. Utopia blev endast en blygsam succé, och deras sista samarbete, The Grand Duke 1896, blev ett fiasko. Efter det arbetade de två aldrig mer tillsammans.

## Roller

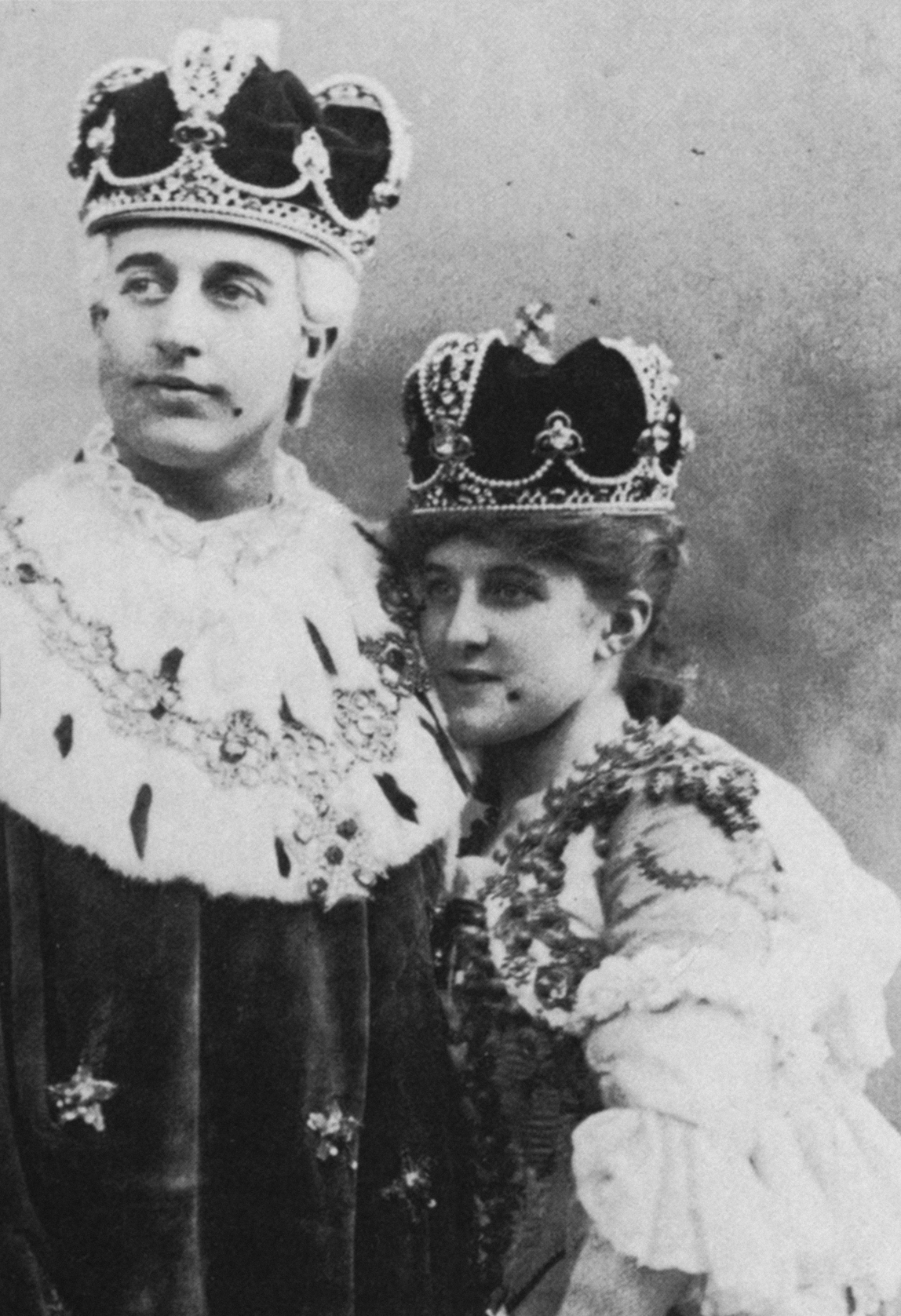
Wallace Brownlow och Decima Moore som Luiz och Casilda

- Hertigen av Plaza-Toro, En Grand av Spanien (komisk baryton)
- Luiz, hans betjänt (lyrisk baryton eller tenor)
- Don Alhambra del Bolero, Storinkvisitorn av Spanien (basbaryton)
- Marco Palmieri, Venetiansk gondoljär (tenor)
- Giuseppe Palmieri, Venetiansk gondoljär (baryton)
- Antonio, Venetiansk gondoljär (baryton)
- Francesco, Venetiansk gondoljär (tenor)
- Giorgio, Venetiansk gondoljär (bas)
- Annibale, Venetiansk gondoljär (talroll/kör)
- Hertiginnan av Plaza-Toro (kontraalt)
- Casilda, hennes dotter (sopran)
- Gianetta, Bondekvinna (sopran)
- Tessa, Bondekvinna (mezzosopran)
- Fiametta, Bondekvinna (sopran)
- Vittoria, Bondekvinna (mezzosopran)
- Giulia, Bondekvinna (mezzosopran eller sopran)
- Inez, Kungens fostermor (kontraalt)
- Kör av gondoljärer och bondekvinnor, soldater, härolder och pager

## Handling

### Akt I
I Venedig förklarar 24 bondflickor sin kärlek till ett par gondoljärer, Marco och Giuseppe Palmiere. Dessa är så galanta och saknar manliga konkurrenter att flickorna väntar att de ska välja vem de ska gifta sig med innan flickorna kan tänka sig andra friare. En stor hop av glada gondoljärer träder in och säger att de avgudar flickorna, men de förklarar att de två bröderna måste välja först. När bröderna kommer får de blommor av flickorna. De två gondoljärerna erbjuder älskvärt att göra sin val med ögonen förbundna. De fuskar emellertid genom att tjuvkika. Till sist väljer Giuseppe ut Tessa och Marco väljer Gianetta – "Just henne vill jag ha!" (men sedan erbjuder de två sig att byta flickor). Alla går till kyrkan för dubbelbröllopet.

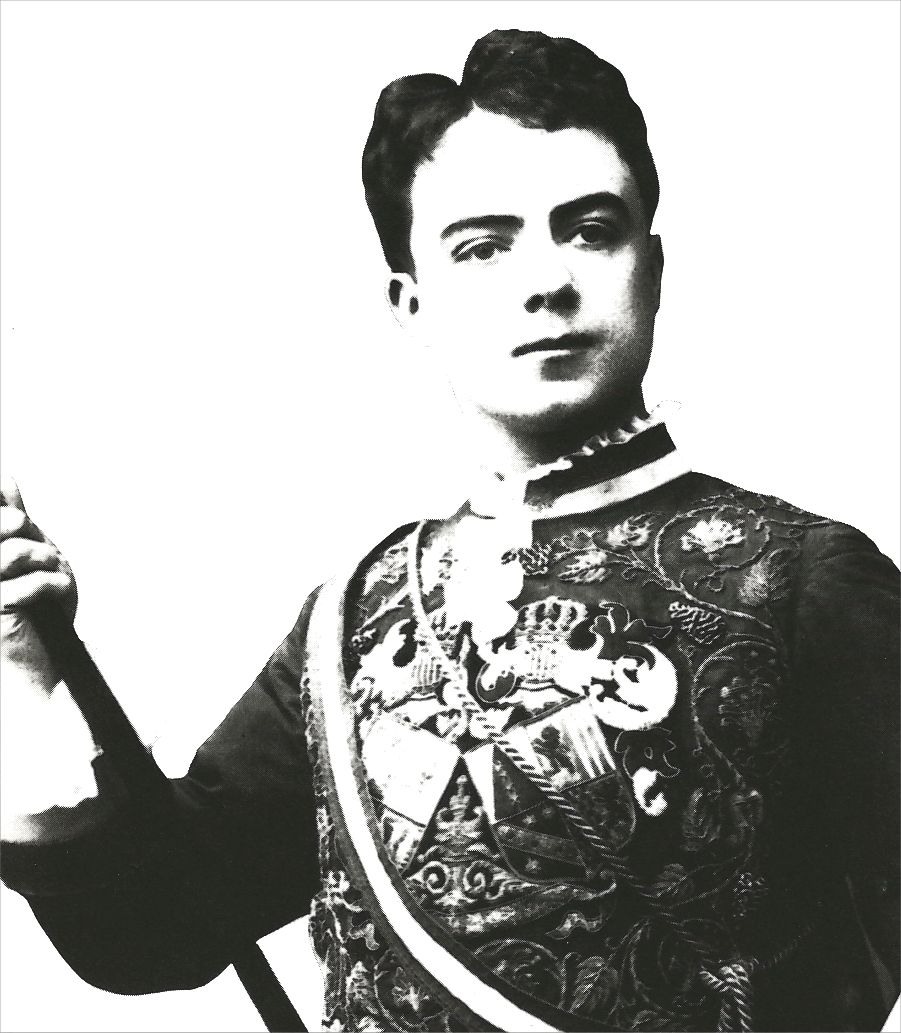
Pounds som Marco, Akt II

Hans Höghet Hertigen av Plaza Toro (Greve Matadoro, Baron Picadoro), Hennes Höghet Hertiginnan, deras vackra dotter Casilda, och deras trumslagare Luiz anländer till Venedig från Spanien. De har kommit för att träffa Don Alhambra del Bolero, Storinkvisitorn av Spanien. När Luiz går för att anmäla hertigens ankomst berättar hertigen och hertiginnan en hemlighet för dottern som de har hållit tyst om i tjugo år – när hon endast var sex månader gammal giftes hon bort med sonen och arvingen till kungen av Barataria. Hon blir upprörd då förbindelsen upprättades utan hennes medgivande. Den nyfödde prinsen fördes bort från sitt hem av storinkvisitorn efter det att kungen av Barataria blev medlem av Brittiska Metodistkyrkan "av den mest bigotta och förföljande typen", och fördes till Venedig. Kungen av Barataria dödades nyligen i ett uppror och den gömde prinsen är nu kung. Som hustru till den nye kungen är nu Casilda den regerande drottningen av Barataria och hennes föräldrar har tagit med henne för att möta storinkvisitorn och hennes make. Det framgår snart att Casilda är hemligt förälskad i Luiz. När de blir ensamma berättar hon om sitt barnäktenskap och de sörjer över att leva åtskilda med endast lyckliga minnen som tröst.
När storinkvisitorn anländer förklarar han att prinsen uppfostrades i hemlighet av Baptisto Palmieri, en enkel gondoljär som redan hade en egen son i samma ålder. Gondoljären var ett fyllo som glömde snart bort vilken pojk som var hans och vilken som var prins av Barataria. De två pojkarna (Marco och Giuseppe) växte upp och är nu själva gondoljärer. Lyckligtvis lever fortfarande barnsköterskan (som råkar vara mor till Luiz) som tog hand om pojkarna. Hon bor uppe i bergen och är gift med "en högst respekterad bandit". Don Alhambra säger att han har funnit henne och att hon kan avgöra vilken av de två gondoljärerna som är den äkte prinsen. Om inte "så kommer den övertygande tortyrkammaren friska upp hennes minne."
De två gondoljärerna är nu gifta med Tessa och Gianette, och de prisar äktenskapets dygder. Don Alhambra anländer och informerar att en av dem är kung av Barataria, men ingen vet vem. Trots att de republikaner gläds gondoljärerna och deras fruar, och de går med på att resa till Barataria för att ta reda på vem som är den rätte kungen. Storinkvisitorn säger till dem att damerna är inte önskvärda förrän den riktige kungen har identifieras, varpå paren åter kan förenas. Storinvisitorn glömmer att nämna att kungen är gift med Casilda då detta kunde få männen att vägra lämna sina nya fruar. Allt medan fruarna föreställer sig hur det skulle vara att bli drottning kommer männen in och deklarerar att de kommer införa republikanskt styre. I deras kungadöme "Ska alla vara lika" och de kommer utnämna nya tjänster som "the Lord High Coachman on the Box, the Lord High Vagabond in the Stocks". Alla beger sig mot Barataria, med undantag för fruarna som stannar kvar i Venedig.

### Akt II

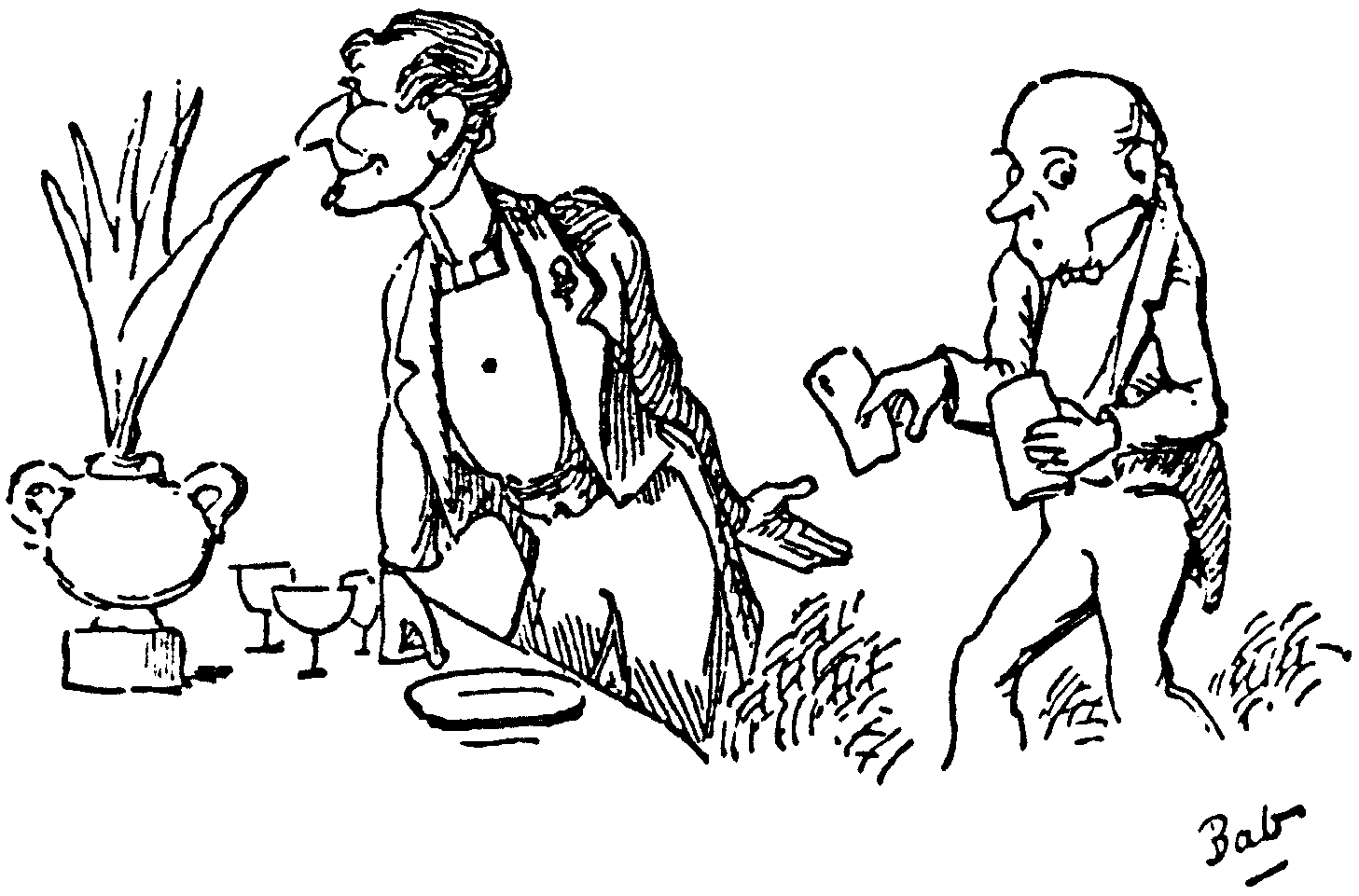
"At charity dinners, the best of speech-spinners, I get 10% of the takings!"

I Barataria njuter gondoljärerna av att leva i "en monarki som påverkas av republikansk jämlikhet". Marco och Giuseppe har gjort allt arbete i palatset de senaste tre månaderna - det är kungligheternas privilegium! De är glada ändå över detta, med undantag för att de är tvungna att dela på all mat, och att de saknar sina fruar. Men fruarna är på väg. De har riskerat den långa seglatsen från Venedig för att få vara tillsammans med sina män. De förenade paren ställer till med en magnifik bankett och en dans (en cachucha).
Storinkvisitorn dyker upp på balen och upptäcker att de republikanska gondoljärerna har upphöjt alla till adelsmän. Han förklarar att det måste finnas en skillnad mellan vanligt folk och de av rang. "När alla är någon, så är ingen vem som helst". Därpå förkunnar han att en av gondoljärerna är gift med Casilda och sålunda ovetande bigamist. Gondoljärerna försöker trösta sina fruar, som sörjer över att ingen av dem kommer bli drottning och att en av dem gifte sig med en allaredan gift.
Hertigen och hertiginnan anländer med dottern Casilda. Hertigen förklarar sig missnöjd med mottagandet och försöker lära de två monarkerna kungligt uppförande. Efter en etikettlektion blir bröderna ensamma med Casilda. Hon går med på att bli en lydig hustru men varnar dem att hon är "upp över öronen förälskad i någon annan". Bröderna tar tillfället i akt och presenterar sina fruar. De tre damerna och två männen sjunger en kvintett.
Don Alhambra för in barnsköterskan. Hon avslöjar att när storinkvisitorn stal prinsen hade hon gömt honom och gav Don Alhambra sin egen son i stället. Sålunda är varken Marco eller Giuseppe kung, utan hennes egen son Luiz. Detta löser alla problem. Casilda upptäcker att hon redan är gift med mannen som hon älskar. De två gondoljärerna överlämnar kronan till Luiz och med en viss sorg att inte längre vara kung, återvänder de lyckligt till Venedig med sina fruar.

## Musiknummer
- Ouvertyr

Akt I
- 1. "List and learn" (Tessa, Gianetta, Antonio, Marco, Giuseppe, och kör)
- 2. "From the sunny Spanish shore" (Hertigen, Hertiginnan, Casilda och Luiz)
- 3. "In enterprise of martial kind" (Hertigen, Hertiginnan, Casilda och Luiz)
- 4. "O rapture, when alone together" (Casilda och Luiz)
- 5. "There was a time" (Casilda och Luiz)
- 6. "I stole the prince" (Don Alhambra med Hertigen, Hertiginnan, Casilda och Luiz)
- 7. "But, bless my heart" (Casilda och Don Alhambra)
- 8. "Try we life-long" (Hertigen, Hertiginnan, Casilda, Luiz och Don Alhambra)
- 9. "Bridegroom and bride" (Kör)
- 9a. "When a merry maiden marries" (Tessa)
- 10. "Kind sir, you cannot have the heart" (Gianetta)
- 10a. "Then one of us will be a Queen" (Marco, Giuseppe, Gianetta och Tessa)

Akt II
- 11. "Of happiness the very pith" (Marco, Giuseppe och kör)
- 12. "Rising early in the morning" (Giuseppe och kör)
- 13. "Take a pair of sparkling eyes" (Marco)
- 14. "Here we are at the risk of our lives" (Giuseppe, Tessa, Gianetta, Marco och kör)
- 15. "Dance a cachucha" (Kör och dans)
- 16. "There lived a king" (Don Alhambra med Marco och Giuseppe)
- 17. "In a contemplative fashion" (Marco, Giuseppe, Gianetta och Tessa)
- 18. "With ducal pomp" (Kör med Hertigen och Hertiginnan)
- 19. "On the day when I was wedded" (Hertiginnan)
- 20. "To help unhappy commoners" (Hertigen och Hertiginnan)
- 21. "I am a courtier grave and serious" (Hertigen, Hertiginnan, Casilda, Marco och Giuseppe)
- 22. "Here is a case unprecedented" (Marco, Giuseppe, Casilda, Gianetta, Tessa och kör)